# 昌马地震
昌马地震是指1932年12月25日（農曆十一月二十八日）10时04分发生于中國甘肃酒泉昌马的一场地震。该次地震震中位于39°42′N 96°42′E / 39.7°N 96.7°E，矩震級7.6级。遇难人数7万余人，昌马上窖石窟的12座洞窟全部被震塌。